# Onchidoris perlucea
Onchidoris perlucea is een slakkensoort uit de familie van de Onchidorididae. De wetenschappelijke naam van de soort werd voor het eerst geldig gepubliceerd in 2014 door Ortea en Moro.